# 圣罗曼德叙里约
圣罗曼德叙里约（法語：Saint-Romain-de-Surieu，法語發音：[sɛ̃ ʁɔmɛ̃ də syʁjø]）是法国伊泽尔省的一个市镇，属于维埃纳区。

## 地理
圣罗曼德叙里约（45°23'11"N, 4°53'0"E）面积4.71 平方千米，位于法国奥弗涅-罗讷-阿尔卑斯大区伊泽尔省，该省份为法国东南部内陆省份，北起顺时针与安省、萨瓦省、上阿尔卑斯省、德龙省、阿尔代什省、卢瓦尔省和罗讷省。
与圣罗曼德叙里约接壤的市镇（或旧市镇、城区）包括：阿雪、拉沙佩勒德叙里约、维尔苏桑茹。

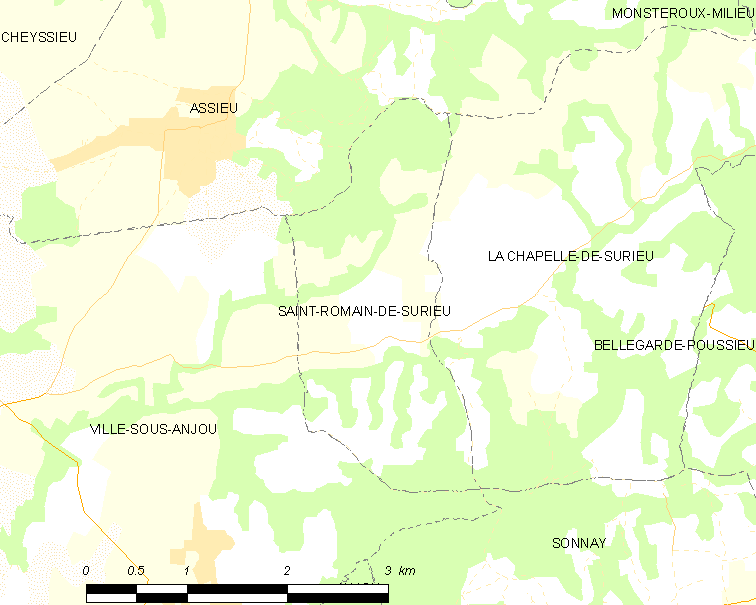
圣罗曼德叙里约的OSM定位图

圣罗曼德叙里约的时区为UTC+01:00、UTC+02:00（夏令时）。

## 行政
圣罗曼德叙里约的邮政编码为38150，INSEE市镇编码为38452。

## 政治
圣罗曼德叙里约所属的省级选区为鲁西永县。

## 人口

1962-2008年间圣罗曼德叙里约人口变化图示

圣罗曼德叙里约于2022年1月1日时的人口数量为465人。